# Aelfwine de Deira
Ælfwine (també escrit Elfwin) va ser el darrer rei de Deira, després d'ell el títol seria abolit i els governants d'aquest país s'anomenarien reis de Northumbria. Va pujar al tron en substitució del seu germà Egfrid, quan Deira era un territori vassall d'Oswiu de Northumbria. Va morir en batalla quan tenia uns divuit anys.
Quan Efrith va succeir el seu pare com a rei de Northumbria l'any 670, va posar el seu germà Aelfwine en substitució del seu antic càrrec, governant del regne vassall de Deira, amb el títol de rei. Aelfwine encara era un noi en aquella època, i probablement Egrid volia introduir-lo en els assumptes d'estat per més endavant fer-lo hereu de tot el reialme, ja que ell no tenia fills. Però va morir en la batalla del Trent el 679 contra els mercis. Tot i que la seva mort hauria pogut portar a una escalada de la violència per voler venjar la mort d'un rei, això es va evitar gràcies a la intervenció de l'arquebisbe Teodor de Canterbury, que va proposar el pagament d'una compensació (el tradicional wergeld per part del rei Æthelred de Mèrcia.